# 牝猫たち
『牝猫たち』（めすねこたち）は、白石和彌監督、井端珠里主演で2017年1月14日に公開された日本映画。第46回ロッテルダム国際映画祭正式招待。
本作は風俗店で働く女性たちの日々の心の動きを描く。

## 概要
日活ロマンポルノの45周年を記念して企画された「ロマンポルノ・リブート」の一作として制作、公開された作品である。制作にあたり、「70分前後」「10分に1回程度の濡れ場」「撮影は1週間」「製作費は定額」「オリジナルストーリー」というマニフェストが設けられている。
監督の白石和彌は 、かつてピンク映画で存在感を示した若松孝二に師事しており、白石にとってロマンポルノの初監督作品となる。
旧ロマンポルノ作品に、新宿のトルコ風呂で働く女性たちを描いた「牝猫たちの夜」（田中登監督）があり、本作はこの作品に対するオマージュとなっている。
SMクラブのマダム役で、旧ロマンポルノ第1作「団地妻　昼下りの情事」に主演した白川和子がカメオ出演している。また、本作の原案ともいえる「牝猫たちの夜」で、ヒロインの相手役を演じた吉澤健が寂しさを風俗嬢に求める老人を演じている。加えて、SMクラブのスタッフ役で出演している山咲美花と天馬ハルは本物の女王様と緊縛師である。
劇中、三上が結依の子供に与えた「大巨獣ガッパ」のフィギュアが登場する。これは同時期に東宝が製作していた「シン・ゴジラ」を意識したもので、白石は当初ゴジラのフィギュアを使用することを考えたが、日活作品であり親子ものということでガッパになったといい、これにより母親を待つ子供の心情がガッパになぞらえて表現されている。。

## あらすじ
池袋のデリバリーヘルス「極楽若奥様」には今日も予約の連絡が入り、所属する女性たちが男たちのもとに送り届けられている。
雅子の常連客は引きこもりの青年。結依は子供をシッターに預けてお笑い芸人のもとへ。里枝を指名した初老の男性は手も触れず静かにお茶を飲む。
日々繰り返される営みの中、思いの積み重ねや心の揺れ動きが少しずつ日常に変化を見せ始める。

## 登場人物

### 「極楽若奥様」の人々
中谷雅子
池袋のデリバリーヘルスで働く女性。高田に気に入られ、たびたび指名される。何らかの事情で住居がなく、マンガ喫茶で寝泊りしている。堀切に送迎車の中の会話を流出される。
神森結依
子供を抱えてデリヘルで働くシングルマザー。客となった谷口の営業を見るため雅子たちとともにSMクラブを訪れる。
落合里枝
既婚者だが不妊症に悩み、夫には別の女性がいるらしい。金田に本気で愛されてしまい、店外でのデートを申し込まれる。
野中透
デリヘルの店長。流出映像のためにデリヘルの無許可営業が発覚し、警察に事情聴取される。店じまいの最後に客として雅子を買う。
堀切
ホームページの更新や送迎を担当するデリヘルの店員。雅子たちのプライバシーに口を突っ込み評判は悪い。送迎車や事務所内の会話を動画サイトにアップして課金収入をもくろむ。

### 常連客
高田信吾
インターネットと所有マンションの家賃収入で生活する引きこもりの青年。雅子がネット上にさらされているのを嫌い、堀切の個人情報を流して動画を炎上させる。
谷口陽平
お笑いコンビの芸人。結依に気に入られ、内縁の夫のようなそぶりを見せる。
金田晴男
妻を亡くして以来、たびたび里枝を指名する初老の男性。里枝に夫があることを知り行動を起こす。

### その他の人々
SMクラブのマダム
結依たちが訪れるSMクラブのマダム。緊縛ショーで雅子たちを舞台に上げる。
三上謙一
結依の子供を預かるベビーシッター。子供の体に痣を見つけ、迎えの時間を無視した結依を叱責する。子供に自分が持っていたガッパのフィギュアを与える。
神森ケンタ
結依の息子。三上に預けられて彼になつく。脚本段階では妹のアヤがいたが完成作品はケンタ一人である。
青野精司
谷口の相方。営業で出演したSMクラブの舞台に上げられて縄で吊るされる。

## スタッフ
- 監督・脚本：白石和彌
- 製作：由里敬三
- エグゼクティブプロデューサー：田中正
- プロデューサー：小室直子、高橋信一
- ラインプロデューサー：深津智男
- アソシエイトプロデューサー：高木希世江、山本章
- 撮影：灰原隆裕
- 照明：舟橋正生
- 録音：浦田和治
- 美術：田村隆司
- 持道具：鈴木麻美子
- 衣装：石原徳子
- ヘアメイク：橋本申二、中麻衣子
- 編集：加藤ひとみ
- 音響効果：柴崎憲治
- 音楽プロデューサー：和田亨
- 音楽：野村卓史
- スクリプター：松本月
- キャスティング：細川久美子
- 助監督：市原直
- 制作担当：宮森隆介

## キャスト
- 井端珠里 雅子
- 真上さつき 結依
- 美知枝 里枝
- 郭智博 高田
- 松永拓野 三上
- 吉村界人 堀切
- 吉澤健 金田
- 村田秀亮（とろサーモン） 谷口
- 久保田和靖（とろサーモン） 青野
- 白川和子 SMクラブのマダム
- 米村亮太朗
- ウダタカキ
- 野中隆光
- 音尾琢真 野中
- 山咲美花 SMクラブの女王様
- 天馬ハル SMクラブの緊縛師